# Nåt för dom som väntar
För EP-skivan, se Nåt för dom som väntar EP (1998).
Nåt för dom som väntar är en pop-låt och singel som först framfördes av den svenske artisten Olle Ljungström. Ljungström skrev själv text och melodi. Låten släpptes som singel den 1 december 1997, EP under samma månad och fanns även med på Ljungströms fjärde soloalbum Det stora kalaset (1998).
På Nåt för dom som väntar-singeln fanns även b-sidan "Du ligger under."
Låten har senare tolkats av andra artister; rockgruppen Kents vokalist Joakim Berg gjorde sin version på albumet Andra sjunger Olle Ljungström 2008, och Miss Li framförde låten i programmet Så mycket bättre på TV4 2012.

## Texten
Ljungström hävdade själv, år 1998, att texten till Nåt för dom som väntar dels var "en patologisk beskrivning av hjärtat. Men det handlar också om att vissa är mer sårbara än andra. Och varför det är just dessa som ska behöva gå under?"

## Låtlista (singel-version)
Text och musik: Olle Ljungström.
1. "Nåt för dom som väntar" (4:05)
2. "Du ligger under" (3:36)

## Listplaceringar

### Olle Ljungströms version
| Lista (1997-1998) | Topplacering |
| ----------------- | ------------ |
| Sverige           | 44           |

### Joakim Bergs version
| Lista (2008) | Topplacering |
| ------------ | ------------ |
| Sverige      | 14           |

### Miss Lis version
| Lista (2012-2013) | Topplacering |
| ----------------- | ------------ |
| Sverige           | 40           |